# Ionuț Burnea
Ionuț Georgian Burnea (sinh ngày 12 tháng 8 năm 1992) là một cầu thủ bóng đá người România thi đấu cho Mioveni ở vị trí hậu vệ.